# Руминкевич, Иосиф Валентинович
Иосиф Валентинович Руминкевич  (2 февраля 1869  — после 1921) —  каменщик, депутат Государственной думы Российской империи III созыва от города Лодзь Петроковской губернии.

## Биография
По сословной принадлежности мещанин. Выпускник 2-классного училища и ремесленных курсов. Имел специальность каменщиком, работал в Лодзи и других городах Царства Польского. Зарабатывал в год  500 рублей. Владел собственным домом. В момент выборов в Думу был женат.
15 сентября 1910 года избран в Государственную думу III созыва от 1-го и 2-го съездов городских избирателей на дополнительных выборах на место после сложения депутатских полномочий А. М. Ржондом 29 мая 1910 года. Вошёл в состав Польского коло. В комиссиях Думы не состоял, в прениях с думской трибуны не участвовал.
После окончания срока депутатских полномочий работал на одном из рудников в Царстве Польском. В 1919—1921 жил и работал в Лодзи.
Дальнейшая судьба и дата смерти неизвестны.

## Семья
- Жена — ? 
  - Дети — ?

### Рекомендуемые источники
- Государственная дума. 3-й созыв. 5-я сессия: Справочник 1912 года. СПб., 1912. Выпуск 4. С. 68-69;
- Brzoza Cz., Stepan K. Poslowie polscy w Parlamente Rosyjskim, 1906—1917: Slownik biograficzny. Warszawa, 2001.

### Архивы
- Российский государственный исторический архив. Фонд 1278. Опись 9. Дело 684.